# 勞倫斯·萊特
勞倫斯·萊特（英語：Lawrence Wright；1947年8月2日—）是曾獲得一位普利策獎的美國作家、編劇、《紐約客》雜誌專欄作家，以及纽约大学法学院法律與安全中心研究員。萊特最為人知名的是在2006年出版了非小說《末日巨塔：基地组织与911之路》（The Looming Tower: Al-Qaeda and the Road to 9/11）。萊特也與記錄工作者艾利士·吉伯尼合作，吉伯尼執導過萊特的一人秀《My Trip to Al-Qaeda》和他的著作《Going Clear》紀錄片版本。

## 背景與教育
萊特在1965年畢業於德克薩斯州達拉斯的Woodrow Wilson高中，在2009年進入該校的名人堂 。他是杜蘭大學的一位畢業生，以及在埃及的開羅美國大學教授英語兩年 （1969年獲得應用語言學碩士）。

## 職業

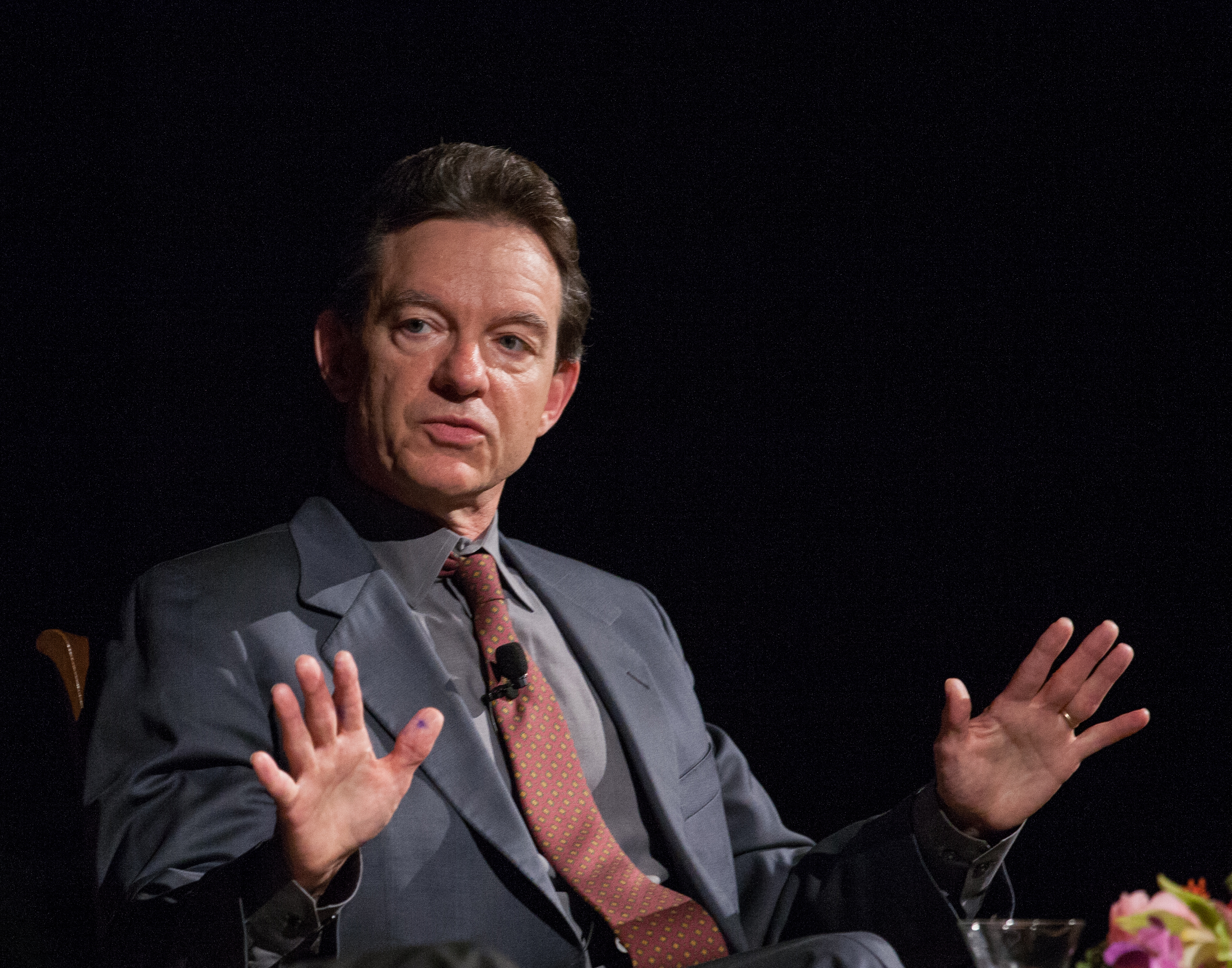
萊特，在林登·約翰遜總統圖書館

1980年，萊特開始替《德克薩斯月刊》工作，之後轉職到《滾石雜誌》。1992年後期，他成為《紐約客》雜誌的職員。

## 外部連結
- lawrencewright.com （页面存档备份，存于）
- Lawrence Wright （页面存档备份，存于） at The New Yorker
- Wright on NPR （页面存档备份，存于）
- C-SPAN內的頁面（英文）（英文）
- The Looming Tower Reviews at Metacritic
- AuthorViews video interview about The Looming Tower
- Audio of Paul Ingram Pardon Hearing （页面存档备份，存于）
- Lawrence Wright articles at Byliner
- Lawrence Wright Interview: Conversations with History; Institute of International Studies, UC Berkeley （页面存档备份，存于）
- Reporting The Bin Laden Beat, Journalist Lawrence Wright Knows More About Al Qaeda's Leader Than Many CIA Operatives（页面存档备份，存于）
- Lawrence Wright interviewed on Charlie Rose